# Prix Kazimierz-Wyka
Le prix Kazimierz-Wyka est une distinction polonaise attribuée annuellement à un critique littéraire ou artistique, un essayiste ou un historien de la littérature. Il a été décerné pour la première fois en 1980. C'est l'un des rares prix de ce type en Pologne.
Il est nommé en hommage à Kazimierz Wyka (en) (1910–1975), spécialiste de l'histoire de la littérature polonaise, critique, essayiste, expert en art, animateur de vie culturelle, humaniste à l'énergie et à l'imagination artistique remarquables, fondateur de l'école de critique de Cracovie, membre de la PAN qui a fait sa carrière académique à l'université Jagellonne.
Jusqu'en 1990, le prix était financé par le président (maire) de Cracovie, qui était également voïvode de Cracovie. Après la restauration des collectivités territoriales, en 1991-1998, elle a été financée conjointement par le voïvode de Cracovie et le président de Cracovie. De 2000 à 2003, le prix a été parrainé par le maréchal de la voïvodie de Petite-Pologne, et en 2004, la tradition d'attribution conjointe a été rétablie.
Le jury compte des personnalités comme Marta Wyka (pl), Stanisław Balbus (pl), Stanisław Grodziski (pl), Franciszek Ziejka, Ryszard Nycz (pl), Jerzy Jarzębski (pl), Adam Małkiewicz (pl), Marian Stala (pl), Jan Pieszczachowicz (pl), Krzysztof Markiel (pl), Stanisław Dziedzic (pl), Piotr Śliwiński (pl).

## Laureats
- 1980 – Jerzy Kwiatkowski (pl)
- 1981 – Jan Błoński
- 1982, 1983 – non attribué
- 1984 – Zygmunt Greń (pl)
- 1985 – Marian Stępień (pl)
- 1986 – Leszek Bugajski (pl)
- 1987 – Stanisław Burkot (pl)
- 1988 – non attribué
- 1989 – Franciszek Ziejka
- 1990 – non attribué
- 1991 – Jerzy Jarzębski (pl)
- 1992 – Stanisław Balbus (pl)
- 1993 – Zbigniew Herbert
- 1994 – Włodzimierz Maciąg (pl)
- 1995 – Mieczysław Porębski (pl)
- 1996 – Jan Pieszczachowicz (pl)
- 1997 – Jacek Łukasiewicz (pl)
- 1998 – Marian Stala (pl)
- 1999 – non attribué
- 2000 – Tadeusz Nyczek (pl)
- 2001 – Maria Janion

- 2002 – Michał Głowiński (pl)
- 2003 – Jan Prokop (pl)
- 2004 – Przemysław Czapliński (pl)
- 2005 – Teresa Walas (pl)
- 2006 – Aleksander Fiut (pl)
- 2007 – Włodzimierz Bolecki (pl)
- 2008 – Piotr Śliwiński (pl)
- 2009 – Marek Zaleski (pl)
- 2010 – Krzysztof Uniłowski (pl) et Henryk Markiewicz (pl) (prix d'honneur)
- 2011 – Michał Paweł Markowski (pl)
- 2012 – Krystyna Czerni (pl)
- 2013 – Andrzej Franaszek

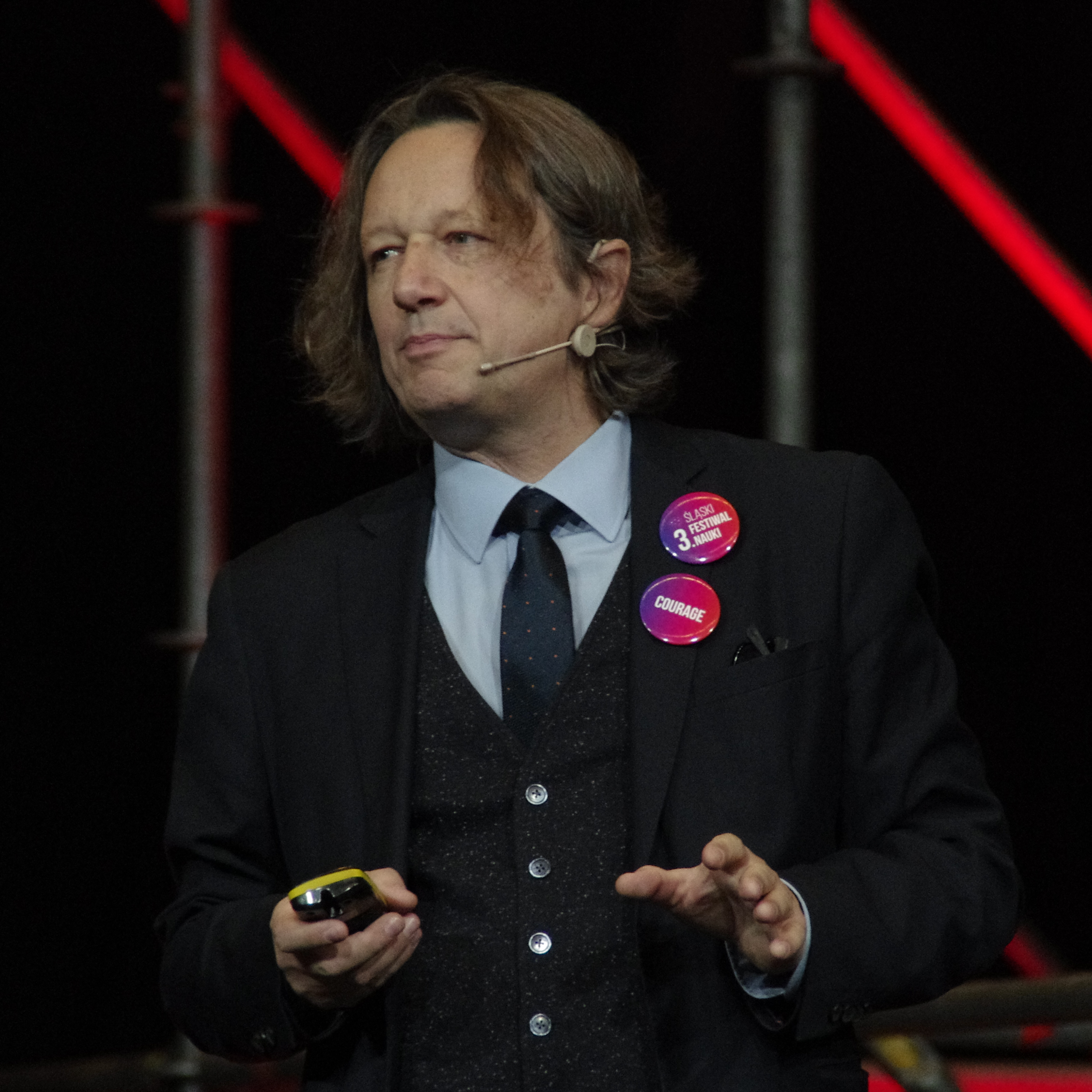
Ryszard Koziolek, lauréat en 2017

- 2014 – Małgorzata Szpakowska (pl), anthropologue et spécialiste de la culture[2]
- 2015 − Andrzej Mencwel (pl), historien de la littérature, spécialiste d'anthropologie culturelle[3]
- 2016 – Edward Balcerzan (en), historien et théoricien de la littérature, essayiste, mémorialiste et traducteur (de l'ukrainien et du russe, p. ex. de Pasternak)[4]

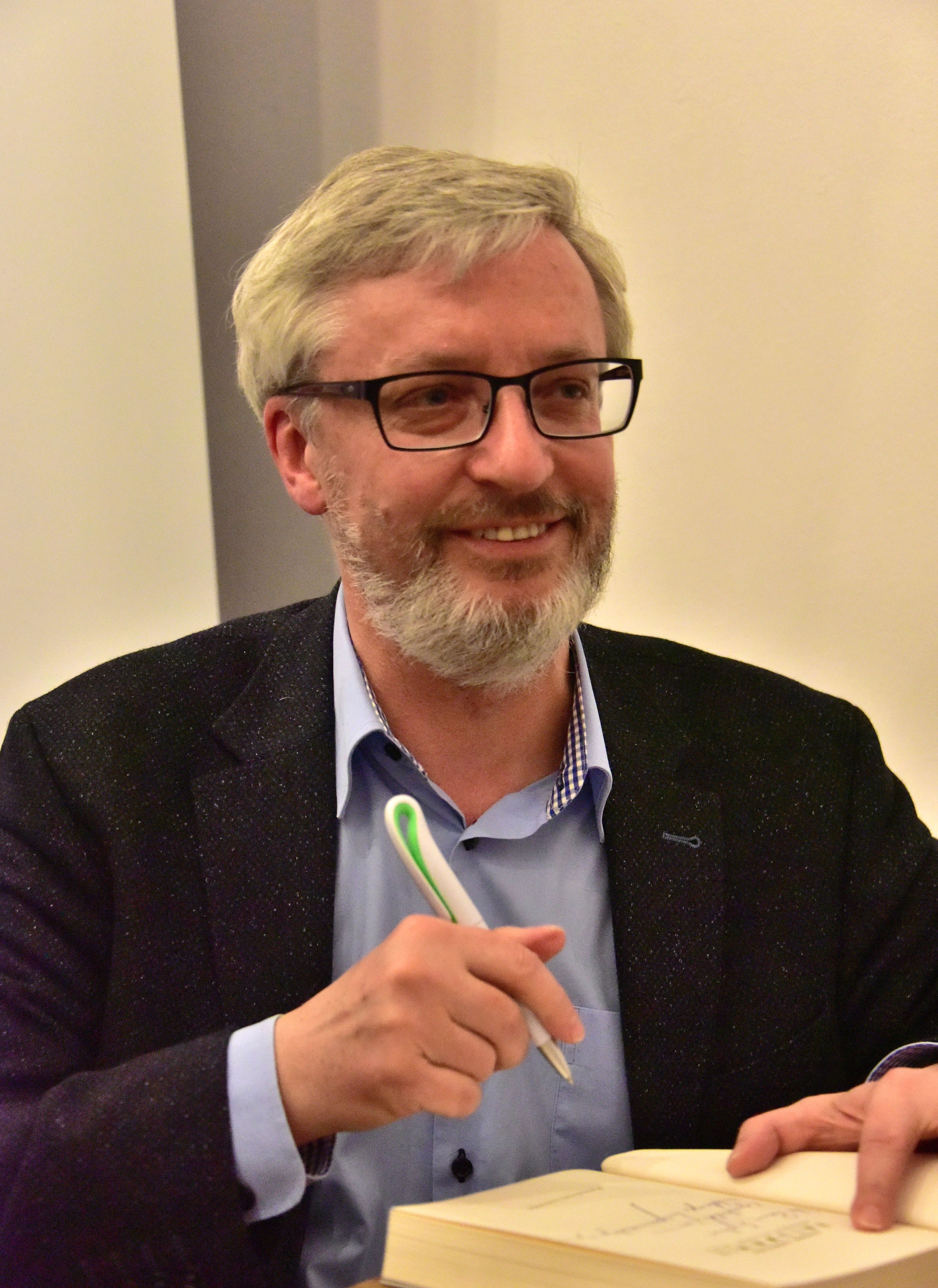
Jacek Leociak, lauréat en 2019

- 2017 – Ryszard Koziołek (pl), vice-recteur (à partir de 2020 recteur) de l'Université de Silésie à Katowice[5]
- 2018 – Małgorzata Łukasiewicz (pl), essayiste et traductrice (de l'allemand et du français)[6]
- 2019 – Jacek Leociak (en), auteur notamment de nombreux travaux sur la Shoah[7]
- 2020 – Janusz Drzewucki (pl), poète, essayiste, critique littéraire, journaliste, président du jury du prix de ville de Cracovie[8]
- 2021 - Maria Poprzęcka (pl)[9], historienne de l'art
- 2022 – Ireneusz Kania (pl)[10], traducteur et écrivain
- 2023 – Tadeusz Sławek (pl)[11], poète, traducteur, essayiste, spécialiste de la littérature, universitaire, élu local, recteur de l'université de Silésie (1996–2002)
- 2024 – Paweł Próchniak (pl)[12], historien de la littérature et critique littéraire, universitaire, professeur à l'université de pédagogie de Cracovie